# Grace Mugabe
Grace Ntombizodwa Mugabe (* 23. Juli 1965 in Benoni, Südafrika, nach anderen Angaben 23. Juli 1964 in Enkeldoorn,
Südrhodesien, geb. Marufu, später Goreraza) ist die ehemalige Sekretärin und zweite Frau des ehemaligen simbabwischen Präsidenten Robert Mugabe. Sie galt von 2015 bis 2017 als mögliche Nachfolgerin ihres Ehemannes als Präsident.

## Leben

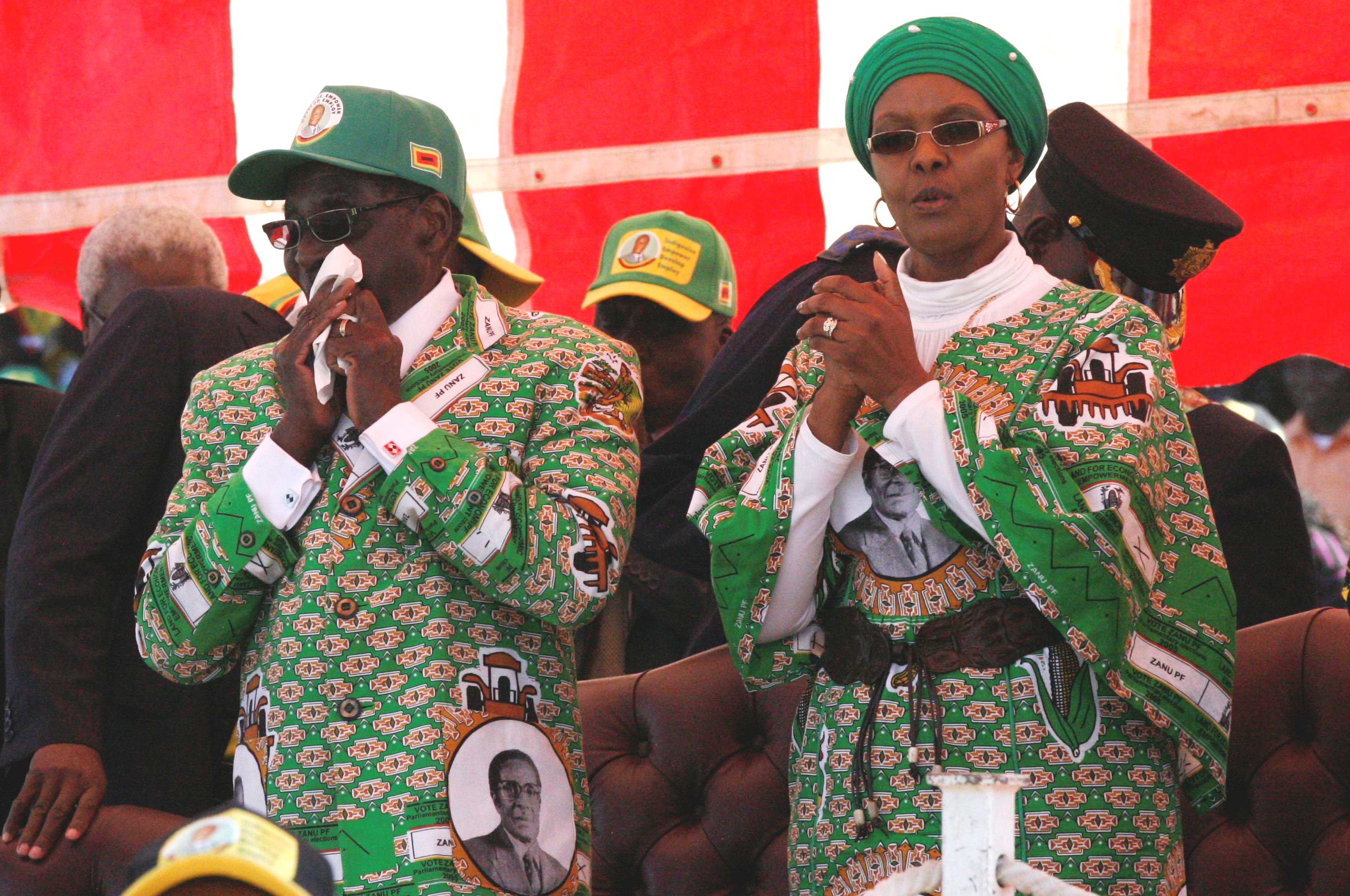
Robert und Grace Mugabe (2013)

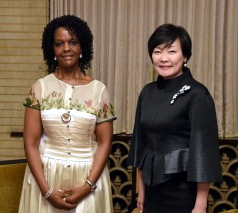
Grace Mugabe und Akie Abe (2016)

Ihre Eltern stammen aus Chivhu und waren als Wanderarbeiter in Südafrika tätig. Nach ihrer Rückkehr nach Simbabwe absolvierte Grace Marufu die Grundschule in Chivhu und setzte ihre Schullaufbahn an der Kriste Mambo School, einer katholischen Bildungseinrichtung in Rusape, Manicaland, fort.
Später heiratete sie Stanley Goreraza, einen Piloten der Air Force of Zimbabwe. Sie lebten zusammen in Mufakose, einem Vorort von Harare. Ihr erster Ehemann setzte seine Karriere als Militärattaché in China und später in Indien fort. Aus der Verbindung ging ein gemeinsames Kind hervor.
Grace und Robert Mugabes Beziehung begann bereits während seiner ersten Ehe mit Sally Francesca Hayfron; während dieser Zeit gebar Grace zwei Kinder von Mugabe, Bona und Robert Peter junior. 1997 wurde ihr drittes gemeinsames Kind, Chatunga, geboren.
Robert und Grace Mugabe heirateten 1996, vier Jahre nach dem Tod von Robert Mugabes erster Ehefrau Sally Francesca Hayfron. Robert Mugabe hat Grace in traditioneller Stammeszeremonie als Zweitehefrau (Junior Wife) geheiratet. Im Jahr 2014 wurde sie per Akklamation zur Vorsitzenden der Frauenliga der ZANU-PF gewählt und damit zugleich deren Vertreterin im Politbüro der ZANU-PF. So wurde ihr maßgeblicher Einfluss auf ihren Gatten (und insofern auf die Politik ihres Landes) auch politisch sichtbar.
Grace Mugabe war für ihren luxuriösen Lebensstil trotz der wirtschaftlichen Schwierigkeiten Simbabwes bekannt und trug deshalb den Beinamen Zimbabwes First Shopper bzw. Gucci Grace.
Seit 2002 hat sie, ebenso wie andere Mitglieder des Mugabe-Regimes in Simbabwe, Einreiseverbot in die EU und die USA. Im September 2014 erhielt sie einen Doktorgrad (Ph.D.) in Sozialwissenschaften von der University of Zimbabwe, wo ihr Ehemann zu dieser Zeit als Kanzler fungierte. Für das Verfassen der Arbeit benötigte sie drei Monate. Im Januar 2018 schaltete die Soziologie-Fakultät der University of Zimbabwe die Anti-Korruptions-Kommission ein, um die Umstände von Grace Mugabes Promotion zu überprüfen.
Im August 2017 schlug Mugabe im südafrikanischen Johannesburg das 20-jährige südafrikanische Model Gabriella Engels, das sich in der Hotelsuite ihrer beiden Söhne aufgehalten hatte. Mugabe wurde Körperverletzung vorgeworfen, sie erhielt jedoch vorerst diplomatische Immunität und konnte das Land verlassen.
Grace Mugabe galt ab 2015 als mögliche Nachfolgerin ihres Mannes. Am 15. November 2017 entmachtete das Militär Robert Mugabe. Grund war offenbar die Nachfolgefrage; das Militär bevorzugte den stark vernetzten Emmerson Mnangagwa, der zuvor sein Amt als Vizepräsident hatte räumen müssen. Am 19. November wurde Grace Mugabe aus der ZANU-PF ausgeschlossen. Im März 2018 wurde sie in Simbabwe wegen des Verdachts auf Elfenbeinschmuggel angeklagt. Südafrika hob schließlich ihre Immunität auf und erließ im Dezember 2018 wegen der Körperverletzung im Vorjahr Haftbefehl gegen sie.
Anfang 2022 zog die Europäische Union die jahrelang bestehenden Sanktionen gegen Mugabe zurück.